# Recogne-i német katonai temető
A recogne-i német katonai temető a belgiumi Bastogne-hoz közel található. A benne nyugvó 6807 német katona a második világháborúban esett el.

## A sírkert
A németek 1944 decemberében meglepetésszerű támadást indítottak, amely később az ardenneki offenzíva nevet kapta. Az ütközet egy hónapig tartott, és mindkét oldalon sok áldozatot szedett. Bastogne fontos utak kereszteződésénél feküdt, ezért a németek egyik fő célja volt a városka elfoglalása. A települést körbevették, de az amerikai katonák kitartottak. A Bastogne-ért és a német-luxemburgi határvidékért folyó összecsapásokban háromezer német esett el.
A recogne-i temetőben először nemcsak német, hanem 2700 amerikai katonát is elhantoltak. 1948-ban az amerikai katonákat exhumálták, és az Henri-Chapelle Amerikai temetőben helyezték végső nyugalomra. Ugyanekkor Belgium több temetőjéből ide szállították a német hősi halottak maradványait. 1954 óta a német hadisírgondozó bizottság felügyeli a temetőt.

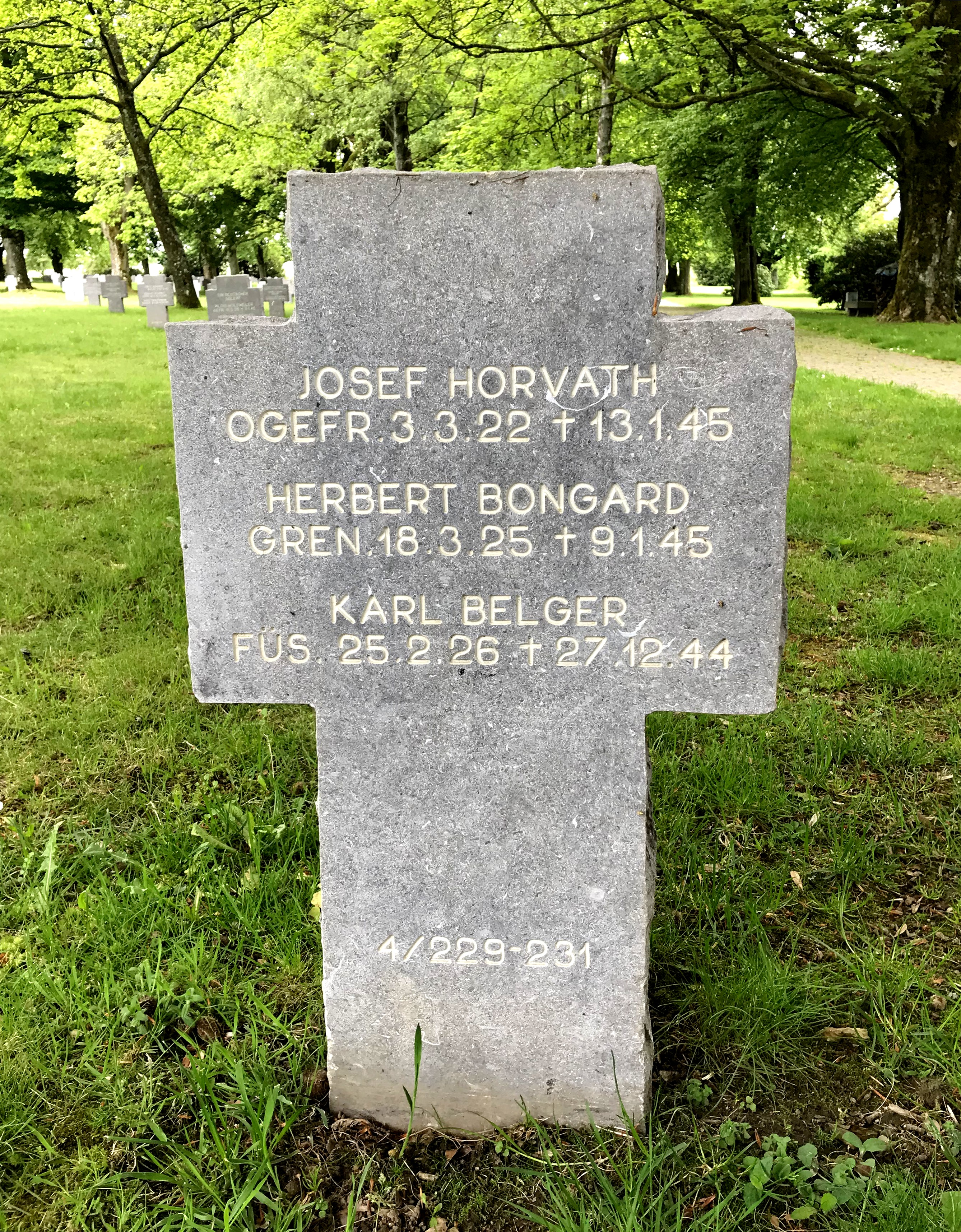
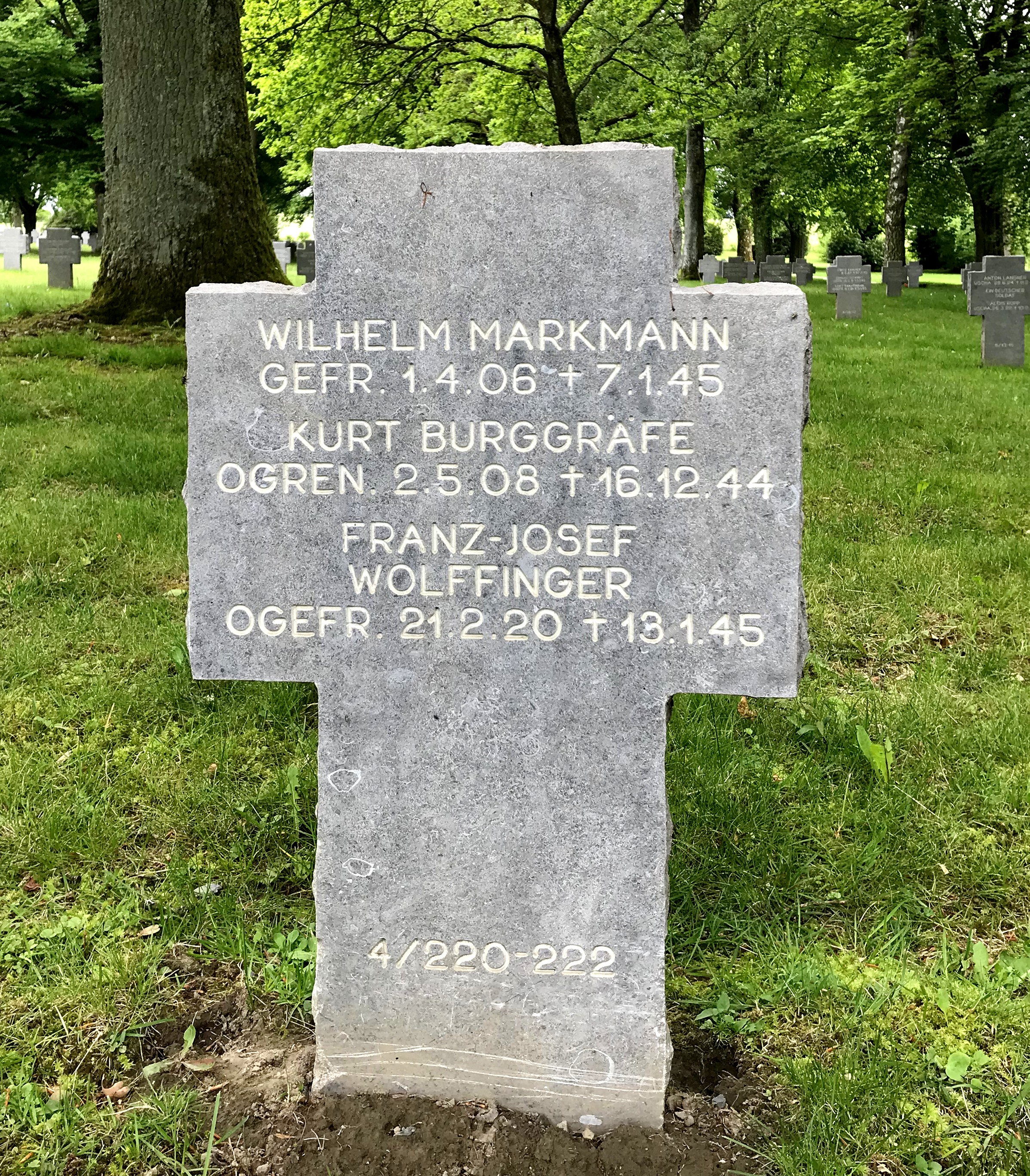
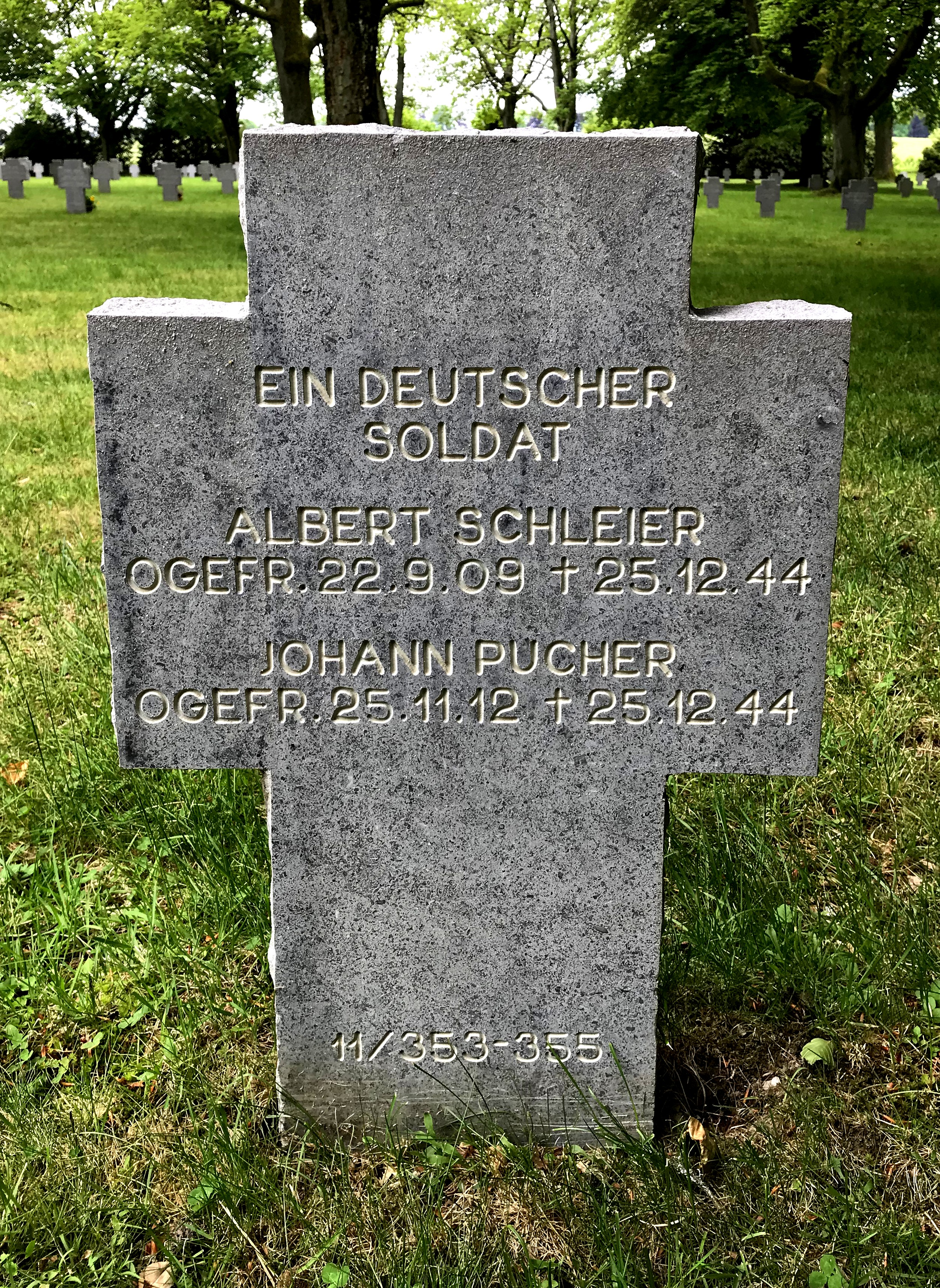